# مخطط كريمونا
الرسم البياني على طريقة كريمونا، يُعرف أيضًا بطريقة كريمونا-ماكسويل، (James Clerk Maxwell) طريقة للرسم البياني تُستخدم في علم السكون (استاتيكا) للجمالونات لتحديد القوى في العناصر (استاتيكا بيانية). وقد اخترع هذه الطريقة عالم الرياضيات الإيطالي لويجي كريمونا (Luigi Cremona).
في طريقة كريمونا، يتم رسم القوى والتفاعلات الخارجية أولاً (لمقیاس الرسم) ليظهر خط رأسي في الجانب السفلي الأيمن من الصورة. تلك هي الـمحصلة لمُتّجِهات القوى كلها، وهي تساوي صفر؛ حيث إن هناك توازنًا ميكانيكيًا.
بما أن التوازن يكمن في القوى الخارجية على بنية الجمالون كلها، يكمن أيضًا في القوى الداخلية على كل مفصل. ولكي يكون المفصل مرتخيًا، يجب أن يكون مجموع القوى على المفصل أيضًا مساويًا لصفر. بدءًا من المفصل أوردا (Aorda)، يمكن إيجاد القوى الداخلية عن طريق رسم الخطوط في رسم كريمونا البياني التي تمثل القوى في العناصر 1 و4، باتجاه عقارب الساعة؛ VA (إلى الأعلى) والحِمل على A (إلى الأسفل)، القوى في العنصر 1 (باتجاه الأسفل/إلى اليسار)، والعنصر 4 (باتجاه الأعلى/إلى اليمين) وانتهاءً بVA. نظرًا لاتجاه القوى في العنصر 1 نحو المفصل، يصبح المفصل مضغوطًا، بينما تبعد القوى في العنصر 4 عن المفصل مما يجعل العنصر 4 مشدودًا. عند ضرب طول الخطوط للعناصر 1 و4 في الرسم البياني في معامل مقياس الرسم المختار، نحصل على مقدار القوى في العنصرين 1 و4.
والآن، يمكن إيجاد القوى في العناصر 2 و6 للمفصل C بالطريقة ذاتها؛ والقوة في العنصر 1 (إلى الأعلى/باتجاه اليمين)، والقوة في C باتجاه الأسفل، والقوة في العنصر 2 (إلى الأسفل/باتجاه اليسار)، والقوة في العنصر 6 (إلى الأعلى/باتجاه اليسار) وانتهاءً بالقوة في العنصر 1.
ويمكن اتباع الخطوات نفسها للمفاصل D، وH، وE للحصول في النهاية على رسمٍ بياني كامل بطريقة كريمونا حيث تكون القوى الداخلية في العناصر كلها معروفة.
في المرحلة التالية، يجب النظر إلى القوى التي أنتجتها الـريح. حيث ستسبب الريح ضغطًا على الجانب المفكوك من الـسطح (والجمالون) والمضخة على الجانب باتجاه الريح. سوف يُتَرجَم ذلك في صورة أحمال متماثلة، لكن ستظل طريقة كريمونا مماثلة. وربما تمنح قوة الريح قوى أضخم في عناصر الجمالون الفردية أكثر من الأحمال الساكنة الرأسية.